# ناتان هوفشي
ناتان هوفشي (1890-1980) كاتب ومفكر وناشط يهودي، صهيوني، اشتراكي-لاسلطوي. كان هوفشي عضواً مؤسساً في حزب إيهود. وكان أيضًا عضوًا في بريت شالوم. تبنى منهج سلميّ وكان ضد استخدام العنف تحت أي ظرف من الظروف.
نشأ هوفشي في قرية بولندية، حيث كانت عائلته المتدينة تمتلك وتدير مزرعة صغيرة، ودخل الدوائر الصهيونية في سن مبكرة وانضم في النهاية إلى الهجرة الثانية إلى فلسطين. ومن خلال العمل كعامل مزرعة وناشط في منظمة "هابوعيل ها إيزيتر" (عمال الأرض)، استوعب هوفشي المُثُل التولستوية للعمل اليدوي، وبساطة الحياة، وخاصة السلميّة.
لقد ساعد في تأسيس بريت شالوم، وهي حركة سعت إلى ضمان التعايش السلمي من خلال نبذ الهدف الصهيوني المتمثل في إنشاء دولة يهودية، وكذلك أسهم في تأسيس الفرع الفلسطيني (والإسرائيلي لاحقًا) للمنظمة الدولية لمقاومي الحرب.
بعد النكبة الفلسطينية وما رآه من انعكاساتها على اليهودية والصهيونية، اتجه ناتان هوفشي إلى رفض الدولة الصهيونية ودعا إلأى تعزيز العودة إلى الاشتراكية اللاسلطوية (الفوضوية) الزراعية لرواد الصهيونية الأوائل.